# Sherlock Holmes - Preludiu la crimă
Sherlock Holmes - Preludiu la crimă (în engleză Dressed to Kill, titlu de lucru: Prelude to Murder, cunoscut și ca Sherlock Holmes and the Secret Code în Regatul Unit) este un film de mister din 1946 regizat de Roy William Neill, cu Basil Rathbone în rolul lui Sherlock Holmes și Nigel Bruce ca Dr. Watson, al 13-lea din cele paisprezece astfel de filme în care a fost implicată perechea de actori.

## Distribuție
- Basil Rathbone - Sherlock Holmes
- Nigel Bruce - Dr. John H. Watson
- Patricia Morison - Hilda Courtney/Charwoman
- Edmund Breon - Julian "Stinky" Emery (ca Edmond Breon)
- Frederick Worlock - Colonel Cavanaugh (ca Frederic Worlock)
- Carl Harbord - Inspector Hopkins
- Patricia Cameron - Evelyn Clifford
- Holmes Herbert - Ebenezer Crabtree
- Harry Cording - Hamid
- Leyland Hodgson - Tour Guide
- Mary Gordon - Mrs. Hudson
- Ian Wolfe - Commissioner of Police of the Metropolis
- Anita Sharp-Bolster - the Schoolteacher on a Museum Tour
- Cyril Delavanti - John Davidson (nemenționat)
- Harry Allen - William Kilgour (nemenționat)
- Topsy Glyn - The Kilgour Child (nemenționat)